# 等颖落芒草
等颖落芒草（学名：Oryzopsis aequiglumis）为禾本科落芒草属下的一个种。

## 扩展阅读
- 維基物種上的相關：等颖落芒草